# Eliud Kipchoge
Eliud Kipchoge, född 5 november 1984 i Kapsisiywa i distriktet Nandi i västra Kenya, är en kenyansk friidrottare som av många anses som världens främsta maratonlöpare. Innan han gick över till maraton hade han även en framgångsrik karriär inom medel- och långdistanslöpning på bana.
Kipchoges första mästerskap var VM 2003 i Paris där han vann 5 000 meter före Hicham El Guerrouj och Kenenisa Bekele. Det var mellan de båda löparna som allt fokus på förhand stod. El Guerrouj fick emellertid revansch vid OS 2004 i Aten där han vann loppet medan Kipchoge slutade på tredje plats efter Bekele som kom 2:a.
Kipchoge slutade utanför prispallen vid VM 2005 i Helsingfors där han blev fyra. Under 2006 blev Kipchoge trea på inomhus VM i Moskva på 3 000 meter. Vid VM 2007 slutade Kipchoge på silverplats efter amerikanen Bernard Lagat.
Kipchoge deltog även vid Olympiska sommarspelen 2008 där han slutade som silvermedaljör på 5 000 meter efter storfavoriten Kenenisa Bekele.
I april 2013 sprang han sin första maraton i Hamburg där han vann med nytt banrekord på 2:05:30 h. Efter det har han etablerat sig som världens främste maratonlöpare med vinster i bland annat OS, Berlin och London. Eftersom hans tid 2:00:25 under Nikes Breaking-2 inte räknas som världsrekord på grund av de förutsättningarna som fanns med farthållare som hoppade in efter hand, hade han därmed trots sin dominans med 9 segrar på 10 starter enbart den tredje snabbaste godkända tiden på maraton: 2:03:05 från London 2016. 
Vid OS i Rio de Janeiro 2016 tog Kipchoge sin första olympiska maratonseger.
Den 16 september 2018 satte han dock nytt världsrekord i maratonlöpning med 2:01:39 när han vann Berlin Marathon för tredje gången, i ett lopp där han sprang andra halvan snabbare än första. Kipchoge har även vunnit de tre senaste serierna av Abbott world marathon majors.
Lördagen den 12 oktober 2019, under INEOS 1:59 Challenge som sprangs i Wien (Österrike), blev Eliud Kipchoge den första person att springa maratondistansen på mindre än 2 timmar; sluttiden var 1:59:40.2. Loppet var ett speciallopp som var designat enbart för att spränga gränsen på 2 timmar och till sin hjälp hade Kipchoge bland annat 41 medlöpare som såg till att hålla farten, en bil som visuellt illustrerade tidsgränsen med laser samt dryck och coachning av ett cyklande team. Dessa specialförhållanden gör att loppet inte räknas som officiellt världsrekord.
Vid OS i Tokyo 2021 tog Eliud sin andra raka olympiska maratonseger. Ingen annan har hittills (2021) tagit fler.
Under Berlin Maraton den 25 september 2022 slog Kipchoge sitt eget officiella världsrekord på maratondistansen genom en tid på 2 timmar, 1 minut och 9 sekunder.